# Serpocaulon sehnemii
Serpocaulon sehnemii är en stensöteväxtart som först beskrevs av Pichi-serm., och fick sitt nu gällande namn av Paulo Henrique Labiak och Prado. Serpocaulon sehnemii ingår i släktet Serpocaulon och familjen Polypodiaceae. Inga underarter finns listade.